# بايرون سيلفستر وايت
بايرون سيلفستر وايت (بالإنجليزية: Byron Sylvester Waite)‏ (و. 1852 – 1930 م)هو محامي، وقاضي، وسياسي من الولايات المتحدة الأمريكية .

## التعليم
تعلم في جامعة ميشيغان.